# Derby Ukrainy w piłce nożnej
Derby Ukrainy (ukr. Всеукраїнське футбольне дербі), również Klasyczne derby (ukr. Класичне дербі) – określenie spotkania pomiędzy dwoma najsilniejszymi i najbardziej tytułowanymi klubami piłkarskimi na Ukrainie, nigdy nie grającymi w rozgrywkach niższej klasy niż Premier-liha, czyli Dynamem Kijów i Szachtarem Donieck. Ten mecz otrzymał status "derby" pod koniec lat 90. XX wieku, odkąd klub z Doniecka zaczął stawiać poważną konkurencję z Dynamem, zatrzymując w ten sposób jego hegemonię w ukraińskim futbolu.

## Historia derbów
Dwa zespoły po raz pierwszy spotkały się w oficjalnym meczu mistrzostw ZSRR w 1938 roku, ale dopiero w 1997 roku spotkania między nimi stały się derby narodowym, ponieważ oba zespoły były krajowymi rywalami. Wcześniej w latach 1983–1994 największym rywalem Dynama Kijów był Dnipro Dniepropetrowsk, który w latach 80. XX wieku zdobył dwa tytuły mistrza ZSRR i został wicemistrzem Ukrainy w sezonie 1992/93. Podczas reżimu radzieckiego najpopularniejszym derby piłkarskim był mecz pomiędzy Dynamem Kijów a Spartakiem Moskwa.

## Statystyki meczów Dynama z Szachtarem
Stan na 04 czerwca 2023
|                          | Liczba rozegranych meczów | Zwycięstw Dynama | Remisy | Zwycięstw Szachtara | Bramki Dynama | Bramki Szachtara |
| Wysszaja liga ZSRR       | 82                        | 41               | 26     | 15                  | 128           | 79               |
| Premier-liha             | 70                        | 25               | 19     | 26                  | 84            | 85               |
| Razem w mistrzostwach    | 152                       | 66               | 45     | 41                  | 212           | 164              |
| Puchar ZSSR              | 3                         | 2                | 0      | 1                   | 4             | 3                |
| Puchar Federacji ZSSR    | 3                         | 0                | 0      | 3                   | 1             | 4                |
| Superpuchar ZSSR         | 2                         | 2                | 0      | 0                   | 3             | 3                |
| Puchar Ukrainy           | 13                        | 6                | 0      | 10                  | 15            | 25               |
| Superpuchar Ukrainy      | 10                        | 5                | 5      | 3                   | 17            | 16               |
| Liga Europy UEFA         | 2                         | 0                | 1      | 1                   | 2             | 3                |
| Razem meczów oficjalnych | 191                       | 81               | 51     | 59                  | 254           | 218              |